# LOLCODE
LOLCODE is een esoterische programmeertaal geïnspireerd door lolcats. De programmeertaal is in 2007 gemaakt door Adam Lindsay, onderzoeker aan de Lancaster University.
Er bestaan verschillende interpreters en compilers voor LOLCODE. Eén interpretatie van LOLCODE is turingvolledig.

## Hello world
```
HAI 1.2
CAN HAS STDIO?
VISIBLE "HAI WORLD!"
KTHXBYE

```

| Code               | Comment |
| ------------------ | --- |
| HAI [VERSIE]       | In LOLCODE-programma's, wordt "HAI" gebruikt om het programma te beginnen en de versie aan te geven.                           |
| CAN HAS [LIBRARY]? | Waar andere programmeertalen bijvoorbeeld "import" of "include" heeft om een library te gebruiken, gebruikt LOLCODE "CAN HAS". |
| VISIBLE [BERICHT]  | Toont een bericht op het scherm, vergelijkbaar met "print" in andere programmeertalen.                                         |
| KTHXBYE            | Beëindigt het programma. |